# American Society of Cinematographers Award de la meilleure photographie pour un film
L'American Society of Cinematographers Award de la meilleure photographie pour un film (ASC Awards for Outstanding Achievement in Cinematography – Feature film) est une récompense décernée depuis 1986 par l'American Society of Cinematographers pour ses prix pour récompenser la meilleure photographie d'un film.

## Palmarès
Le symbole «♛» signale le film et l'opérateur technique lauréats de l'Oscar de la meilleure photographie.

### Années 1980
- 1987 : Peggy Sue s'est mariée (Peggy Sue Got Married) – Jordan Cronenweth
  - Chambre avec vue (A Room With a View) – Tony Pierce-Roberts
  - Karaté Kid : Le Moment de vérité 2 (Karate Kid Part II) – James Crabe
  - Mission (The Mission) – Chris Menges ♛
  - Star Trek 4 : Retour sur Terre (Star Trek IV: The Voyage Home) – Don Peterman

- 1988 : Empire du soleil (Empire of the Sun) – Allen Daviau
  - Le Dernier Empereur (The Last Emperor) – Vittorio Storaro ♛
  - Les Incorruptibles (The Untouchables) – Stephen H. Burum
  - Matewan – Haskell Wexler
  - Traquée (Someone to Watch Over Me) – Steven Poster

- 1989 : Tequila Sunrise – Conrad L. Hall
  - L'Insoutenable Légèreté de l'être (The Unbearable Lightness of Being) – Sven Nykvist
  - Les Liaisons dangereuses (Dangerous Liaisons) – Philippe Rousselot
  - Mississippi Burning – Peter Biziou ♛
  - Rain Man – John Seale

### Années 1990
- 1990 : Blaze – Haskell Wexler
  - Abyss (The Abyss) – Mikael Salomon
  - La Guerre des Rose (The War of the Roses) – Stephen H. Burum
  - Né un 4 juillet (Born on the Fourth of July) – Robert Richardson
  - L'Ours – Philippe Rousselot

- 1991 : Danse avec les loups (Dances With Wolves) – Dean Semler ♛
  - Avalon – Allen Daviau
  - Dick Tracy – Vittorio Storaro
  - Ghost – Adam Greenberg
  - Le Parrain 3 (The Godfather: Part III) – Gordon Willis

- 1992 : Bugsy – Allen Daviau
  - Hook ou la Revanche du capitaine Crochet (Hook) – Dean Cundey
  - JFK – Robert Richardson ♛
  - Le Prince des marées (The Prince of Tides) – Stephen Goldblatt
  - Terminator 2 : Le Jugement dernier (Terminator 2: Judgment Day) – Adam Greenberg

- 1993 : Hoffa – Stephen H. Burum
  - Le Dernier des Mohicans (The Last of the Mohicans) – Dante Spinotti
  - Des hommes d'honneur (A Few Good Men) – Robert Richardson
  - Et au milieu coule une rivière (A River Runs Through It) – Philippe Rousselot ♛
  - Retour à Howards End (Howards End) – Tony Pierce-Roberts

- 1994 : À la recherche de Bobby Fischer (Searching for Bobby Fischer) – Conrad L. Hall
  - Entre Ciel et Terre (Heaven and Earth) – Robert Richardson
  - Le Fugitif (The Fugitive) – Michael Chapman
  - La Leçon de piano (The Piano) – Stuart Dryburgh
  - La Liste de Schindler (Schindler's List) – Janusz Kaminski ♛

- 1995 : Les Évadés (The Shawshank Redemption) – Roger Deakins
  - Forrest Gump – Don Burgess
  - Légendes d'automne (Legends of the Fall) – John Toll ♛
  - Rendez-vous avec le destin (Love Affair) – Conrad L. Hall
  - Wyatt Earp – Owen Roizman

- 1996 : Braveheart – John Toll ♛
  - Apollo 13 – Dean Cundey
  - Batman Forever – Stephen Goldblatt
  - Seven – Darius Khondji
  - Sur la route de Madison (The Bridges of Madison County) – Jack Green
  - USS Alabama (Crimson Tide) – Dariusz Wolski

- 1997 : Le Patient anglais (The English Patient) – John Seale ♛
  - L'Envolée sauvage (Fly Away Home) – Caleb Deschanel
  - Evita – Darius Khondji
  - Fargo – Roger Deakins
  - Michael Collins – Chris Menges
  - L'Ombre et la Proie (The Ghost and the Darkness) – Vilmos Zsigmond

- 1998 : Titanic – Russell Carpenter ♛
  - Amistad – Janusz Kaminski
  - The Boxer – Chris Menges
  - Kundun – Roger Deakins
  - L.A. Confidential – Dante Spinotti

- 1999 : La Ligne rouge (The Thin Red Line) – John Toll
  - Elizabeth – Remi Adefarasin
  - L'Homme qui murmurait à l'oreille des chevaux (The Horse Whisperer) – Robert Richardson
  - Il faut sauver le soldat Ryan (Saving Private Ryan) – Janusz Kaminski ♛
  - Shakespeare in Love – Richard Greatrex

### Années 2000
- 2000 : American Beauty – Conrad L. Hall ♛
  - La neige tombait sur les cèdres (Snow Falling on Cedars) – Robert Richardson
  - Révélations (The Insider) – Dante Spinotti
  - Sixième Sens (The Sixth Sense) – Tak Fujimoto
  - Sleepy Hollow – Emmanuel Lubezki

- 2001 : The Patriot – Caleb Deschanel
  - En pleine tempête (The Perfect Storm) – John Seale
  - Gladiator – John Mathieson
  - O'Brother (O Brother, where art thou?) – Roger Deakins
  - Tigre et Dragon (臥虎藏龍, Wò Hǔ Cáng Lóng) – Peter Pau ♛

- 2002 : The Barber (The Man Who Wasn't There) – Roger Deakins
  - Le Fabuleux Destin d'Amélie Poulain – Bruno Delbonnel
  - Moulin Rouge – Don McAlpine
  - Pearl Harbor – John Schwartzman (en)
  - Le Seigneur des anneaux : La Communauté de l'anneau (The Lord of the Rings: The Fellowship of the Ring) – Andrew Lesnie ♛

- 2003 : Les Sentiers de la perdition (Road to Perdition) – Conrad L. Hall ♛
  - Frida – Rodrigo Prieto
  - Gangs of New York (The Gangs of New York) – Michael Ballhaus
  - Loin du paradis (Far From Heaven) – Ed Lachman
  - Le Pianiste (The Pianist) – Pawel Edelman

- 2004 : Pur Sang, la légende de Seabiscuit (Seabiscuit) – John Schwartzman (en)
  - Le Dernier Samouraï (The Last Samurai) – John Toll
  - Master and Commander : De l'autre côté du monde (Master and Commander: The Far Side of the World) – Russell Boyd ♛
  - Retour à Cold Mountain (Cold Mountain) – John Seale
  - Le Seigneur des anneaux : Le Retour du roi (The Lord of the Rings: Return of the King) – Andrew Lesnie

- 2005 : Un long dimanche de fiançailles – Bruno Delbonnel
  - Aviator (The Aviator) – Robert Richardson ♛
  - Collatéral (Collerateral) – Dion Beebe et Paul Cameron
  - La Passion du Christ (The Passion of the Christ) – Caleb Deschanel
  - Ray – Pawel Edelman

- 2006 : Mémoires d'une geisha (Memoirs of a Geisha) – Dion Beebe ♛
  - Batman Begins – Wally Pfister
  - Good Night and Good Luck (Good Night, and Good Luck) – Robert Elswit
  - King Kong – Andrew Lesnie
  - Le Secret de Brokeback Mountain (Brokeback Mountain) – Rodrigo Prieto

- 2007 : Les Fils de l'homme (Children of Men) – Emmanuel Lubezki
  - Apocalypto – Dean Semler
  - Le Dahlia noir (The Black Dahlia) – Vilmos Zsigmond
  - L'Illusionniste (The Illusionist) – Dick Pope
  - Raisons d'État (The Good Shepherd) – Robert Richardson

- 2008 : There Will Be Blood – Robert Elswit ♛
  - L'Assassinat de Jesse James par le lâche Robert Ford (The Assasination of Jesse James by the Coward Robert Ford) – Roger Deakins
  - No Country for Old Men – Roger Deakins
  - Reviens-moi (Atonement) – Seamus McGarvey
  - Le Scaphandre et le Papillon – Janusz Kaminski

- 2009 : Slumdog Millionaire – Anthony Dod Mantle ♛
  - The Dark Knight : Le Chevalier noir (The Dark Knight) – Wally Pfister
  - L'Étrange Histoire de Benjamin Button (The Curious Case of Benjamin Button) – Claudio Miranda
  - Les Noces rebelles (Revolutionary Road) – Roger Deakins
  - The Reader – Chris Menges et Roger Deakins

### Années 2010
- 2010 : Le Ruban blanc (Das Weiße Band) – Christian Berger
  - Avatar – Mauro Fiore ♛
  - Démineurs (The Hurt Locker) – Barry Ackroyd
  - Inglourious Basterds – Robert Richardson
  - Nine – Dion Beebe

- 2011 : Inception – Wally Pfister ♛
  - Black Swan – Matthew Libatique
  - Le Discours d'un roi (The King's Speech) – Danny Cohen
  - The Social Network – Jeff Cronenweth
  - True Grit – Roger Deakins

- 2012 : The Tree of Life – Emmanuel Lubezki
  - The Artist – Guillaume Schiffman
  - Hugo Cabret (Hugo) – Robert Richardson ♛
  - Millénium : Les Hommes qui n'aimaient pas les femmes (The Girl With the Dragon Tattoo) – Jeff Cronenweth
  - La Taupe (Tinker Tailor Soldier Spy) – Hoyte van Hoytema

- 2013 : Skyfall – Roger Deakins
  - Les Misérables – Danny Cohen
  - Lincoln – Janusz Kaminski
  - Anna Karenina – Seamus McGarvey
  - L'Odyssée de Pi (Life of Pi) – Claudio Miranda ♛

- 2014 : Gravity – Emmanuel Lubezki ♛
  - 12 Years a Slave – Sean Bobbitt
  - Capitaine Phillips (Captain Phillips) – Barry Ackroyd
  - The Grandmaster (一代宗师, Yat doi jung si) – Philippe Le Sourd
  - Inside Llewyn Davis – Bruno Delbonnel
  - Nebraska – Phedon Papamichael
  - Prisoners – Roger Deakins

- 2015 : Birdman (Birdman or (The Unexpected Virtue of Ignorance)) – Emmanuel Lubezki ♛
  - Invincible (Unbroken) – Roger Deakins
  - Imitation Game (The Imitation Game) – Óscar Faura
  - Mr. Turner – Dick Pope
  - The Grand Budapest Hotel – Robert D. Yeoman

- 2016 : The Revenant – Emmanuel Lubezki ♛
  - Carol – Ed Lachman
  - Mad Max: Fury Road – John Seale
  - Le Pont des espions (Bridge of Spies) – Janusz Kaminski
  - Sicario – Roger Deakins

- 2017 : Lion – Greig Fraser
  - Premier Contact (Arrival) – Bradford Young
  - La La Land – Linus Sandgren
  - Moonlight – James Laxton
  - Silence – Rodrigo Prieto